# Viviparus
Pour les articles homonymes, voir Viviparus (homonymie).
Paludine
Genre
Viviparus est un genre d'escargots d'eau douce d'assez grande taille, vivant dans les rivières ou certains canaux. 
Ce genre était autrefois connu sous le nom de Paludina. Il est aussi classé parmi les Architaenioglossa.
Les premières preuves fossiles de l'existence de ce genre datent de la fin du Jurassique.

## Historique
Le genre Viviparus est décrit en 1810 par Pierre Denys de Montfort

## Habitat et aire de distribution
Les espèces de ce genre (souvent dites « paludines ») vivent dans les eaux à faible courant et dans la zone paléarctique. 

## Taxonomie

Viviparus georgianus originaire de Géorgie (États-Unis).

Viviparus georgianus du Pleistocene, à South Bay (Floride), USA.

Le genre Viviparus appartient à la sous-famille des Viviparinae dont la taxonomie est encore en cours d'étude et de développement. Beaucoup des espèces qu'il contient ont été ou sont encore présentées comme reliées à d'autres genres. 
Sous réserve de modifications, ce genre inclut les espèces (et sous-espèces) suivantes (existantes ou disparues)
- Viviparus acerosus (Bourguignat, 1862)
- Viviparus achatinoides
- Viviparus ater (de Cristofori & Jan, 1832)
- Viviparus bengalensis (Lamarck)
- Viviparus bermondianus (d'Orbigny, 1842)[5]
- † Viviparus bressanus Ogérien, 1867
- † Viviparus brevis Tournouer, 1876
  - † Viviparus brevis trochlearis Tournouer, 1876
  - † Viviparus brevis forbesi Tournouer, 1876
  - † Viviparus brevis brevis Tournouer, 1876
  - † Viviparus brevis carinatus Tournouer, 1876
  - † Viviparus brevis gorceixi Tournouer, 1876
- † Viviparus burgundinus Tournouer, 1866
- Viviparus contectus (Millet, 1813) - Lister's river snail
- † Viviparus crytomaphora Brusina, 1874
- † Viviparus diluvianus (Kunth, 1865)
- Viviparus georgianus (I. Lea, 1834) - banded mysterysnail[6]
- † Viviparus gibbus (Sandberger, 1880)
- † Viviparus glacialis (S. Wood, 1872)
- Viviparus goodrichi Archer, 1933 - globose mysterysnail[6]
- Viviparus hellenicus Westerlund, 1886
- Viviparus incertus
- Viviparus intertextus (Say, 1829) - rotund mysterysnail[6]
- Viviparus japonicus Von Martens[6]
- † Viviparus kurdensis Lörenthey, 1894
- Viviparus limi Pilsbry, 1918 - Ochlockonee mysterysnail[6]
- Viviparus malleatus Reeve[6]
- Viviparus mamillatus (Küster, 1852)
- Viviparus monardi (Haas, 1934)
- Viviparus quadratus Benson, 1842
  - Viviparus quadratus disparis
- † Viviparus sadleri Partsch, 1856
- Viviparus sphaeridius (Bourguignat, 1880)
- † Viviparus sublentus d'orbigny, 1850
- Viviparus subpurpureus (Say, 1829) - olive mysterysnail[6],[7]
- † Viviparus suessoniensis (Deshayes, 1826)
- † Viviparus symeonidisi Schütt, 1986
- † Viviparus teschi Meijer, 1990
- Viviparus viviparus (Linnaeus, 1758) - River snail